# بيوبي
بيوبي (بالإيطالية: Pioppi)‏ هي قرية إيطالية صغيرة (فراتسيوني) في بلدية بوليكا بمقاطعة سلرنو، في سيلنتو، منطقة كمبانية.